# Magdalena penitente (José de Ribera)
La Magdalena penitente es un cuadro del pintor español barroco José de Ribera pintado en 1641 y conservado en el Museo del Prado, situado en la ciudad de Madrid (España).

## Descripción
Forma parte de una serie junto al San Juan Bautista, San Bartolomé y Santa María Egipcíaca, procedentes de las Colecciones Reales. 
Presenta a la discípula de Jesús, ataviada con ricas vestiduras, en posición de rezo, en alusión a la personalidad interior, inclinada ante un baúl y uno de sus atributos iconográficos, el vaso de perfumes.
La sociedad católica del siglo XVII a la que pertenecía el autor estaba fascinada por las vidas de personajes como la penitente Magdalena.
También era escogido el tema por su posibilidad de mostrar alguna parte semidesnuda de la protagonista, tabú en la época, excepto para casos como el de esta María por cuanto es carne mortificada, arrepentida por su pasado pecador.
De este cuadro existe otra versión auténtica en el Museo de Bellas Artes de Bilbao, cuya firma hace pensar que es anterior. Pero el experto Alfonso E. Pérez Sánchez consideró difícil afirmar tal extremo, alegando su mediano estado de conservación.
El grabador Lucas van Leyden realizó una plancha homónima.